# Stash de Rola

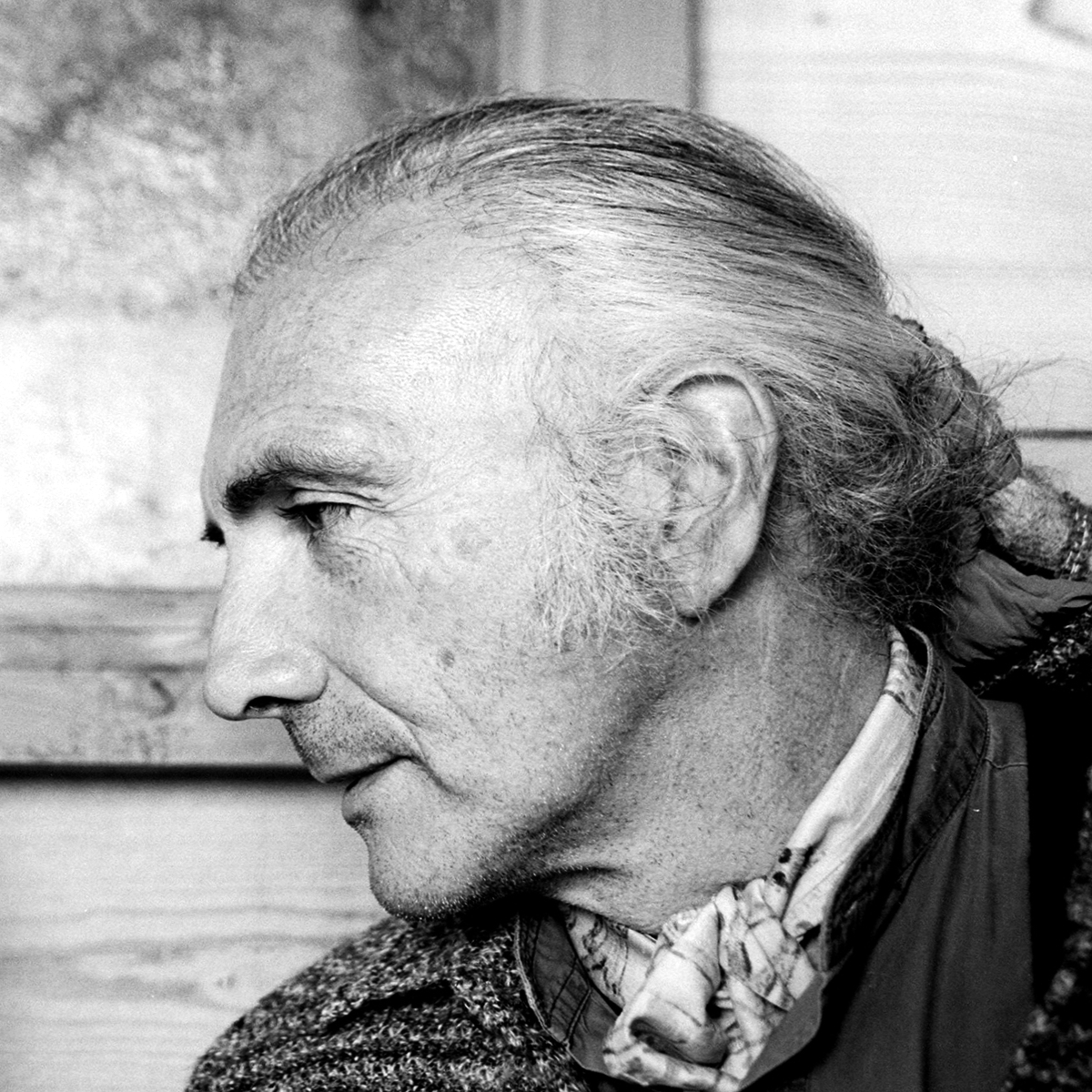
Stash de Rola 2000

Stanislas Kłossowski de Rola (* 13. Oktober 1942 in Bern, Schweiz) ist ein britischer Schauspieler, Sänger, Schriftsteller und Musikproduzent, der als Stash de Rola oder auch Stash Klossowski zu den herausragenden Persönlichkeiten der Swinging Sixties in London und Paris zählte.

## Leben und Wirken

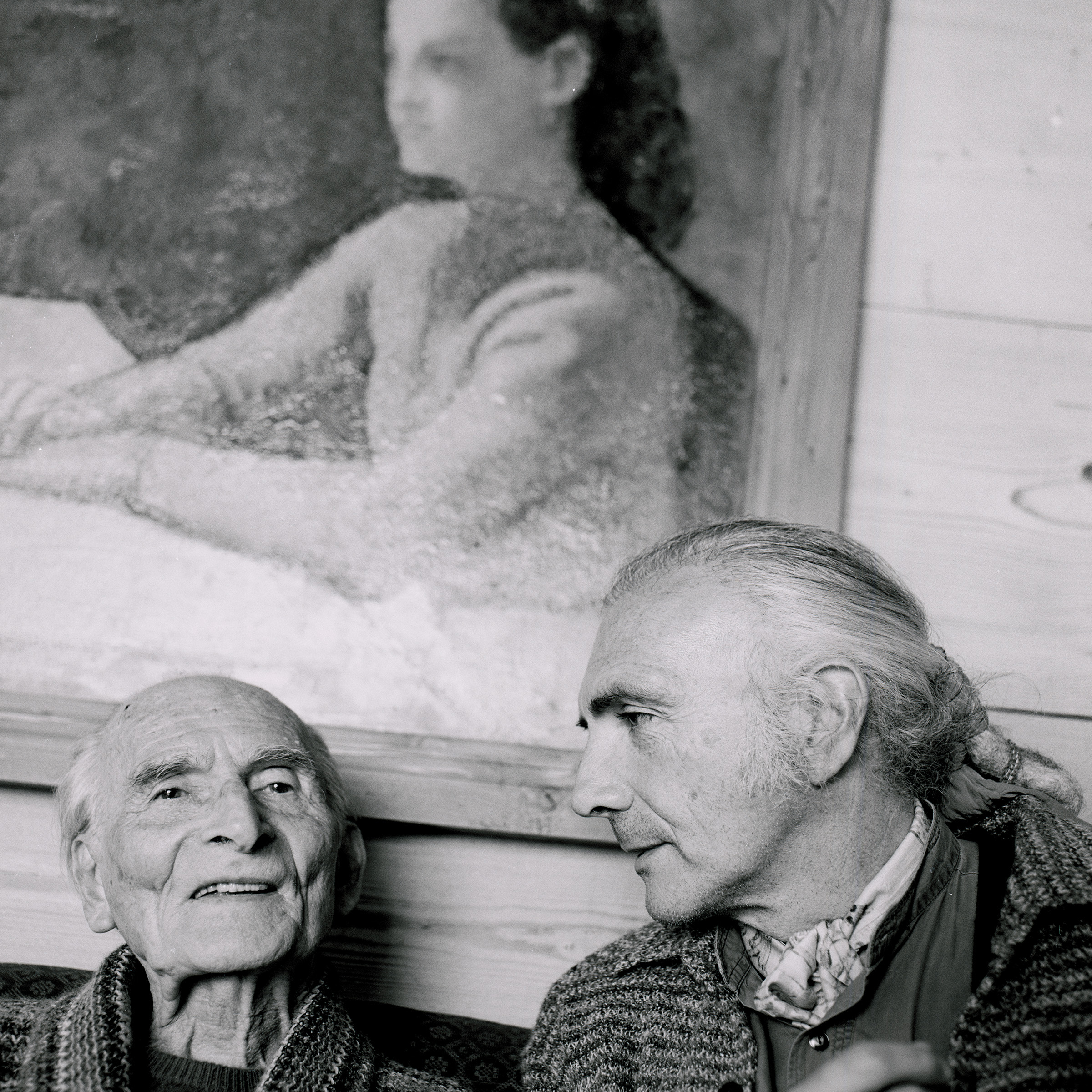
Stash de Rola (rechts) mit seinem Vater Balthasar Kłossowski de Rola, bekannt als Balthus

De Rolas Eltern sind der polnisch-deutsch-französische Maler Balthasar Kłossowski de Rola (1908–2001), bekannt als Balthus, und Rose Alice Antoinette Freiin von Wattenwyl (1912–1997), eine Schweizer Aristokratin aus Bern, die sein Vater 1937 geheiratet hatte. Sein jüngerer Bruder ist Thadée Klossowski de Rola (* 1944). Einen Teil seiner Kindheit verbrachte de Rola in der Villa Diodati in Cologny oberhalb von Genf, einst ein Wohnsitz von Lord Byron, eines weit entfernten Verwandten von de Rola. Percy Bysshe Shelley und Mary Shelley hatten 1816 Lord Byron in der Villa Diodati besucht. Mary Shelley war durch ihren Aufenthalt in der Villa zu ihrem Roman Frankenstein inspiriert worden.

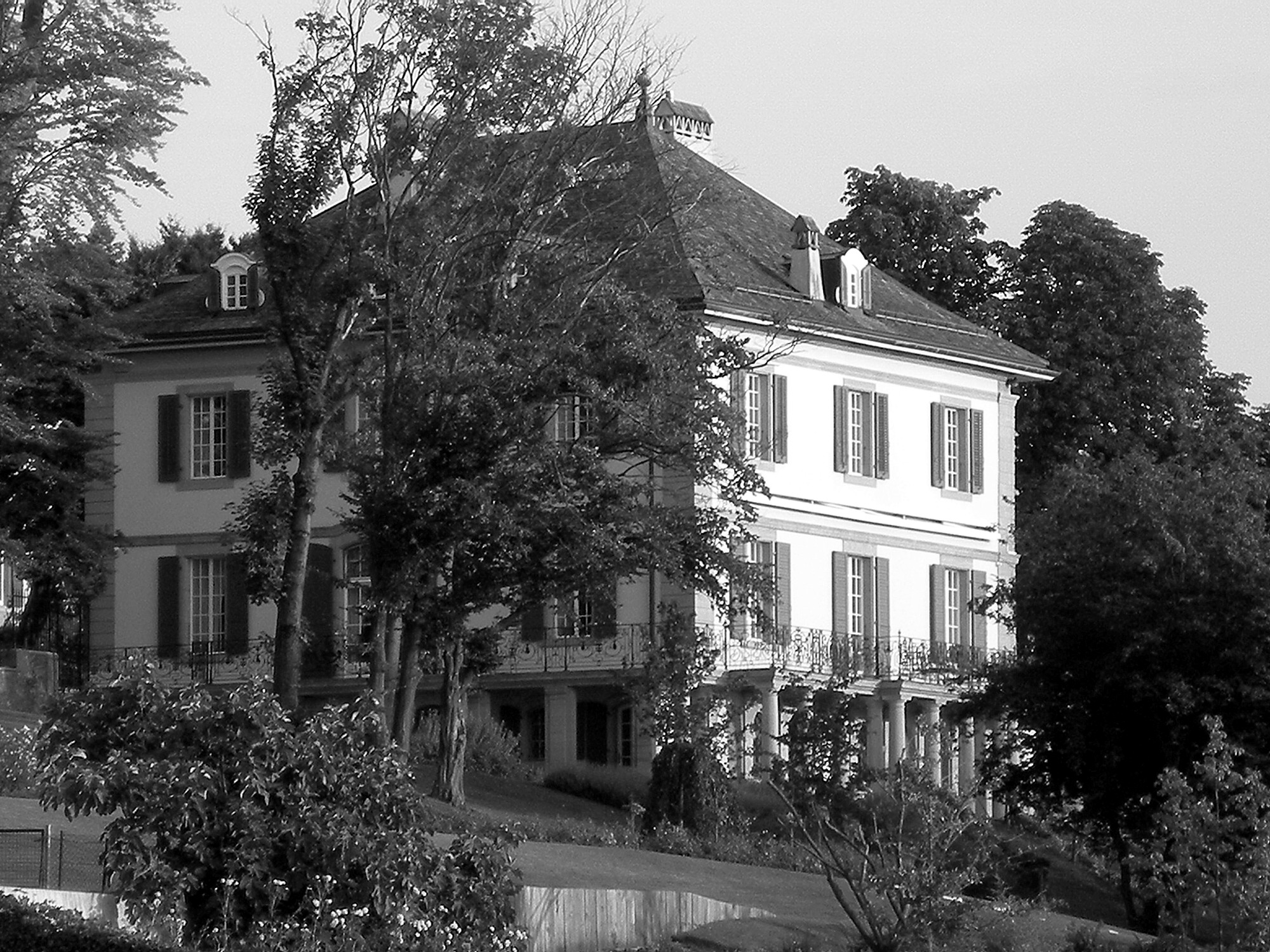
Villa Diodati in Cologny am Genfersee

In seiner Jugendzeit, die er in Schweizer und englischen Internaten verbrachte, entwickelte de Rola ein starkes Interesse am Schauspiel und am Rock’n’Roll. Nach seiner Schulzeit lebte er zwischen Rom, Paris und London. 1959 wurde er von Regisseur Luchino Visconti in Rom entdeckt und unterzeichnete einen Filmvertrag. 1960 besuchte er mit Federico Fellini die Filmfestspiele von Cannes. De Rola war mit einigen Musikern befreundet, darunter der verstorbene Tony Williams, der Sänger von The Platters. Ende 1962 ging de Rola nach New York und von dort nach Hollywood, um seine Schauspielerei weiter zu verfolgen.

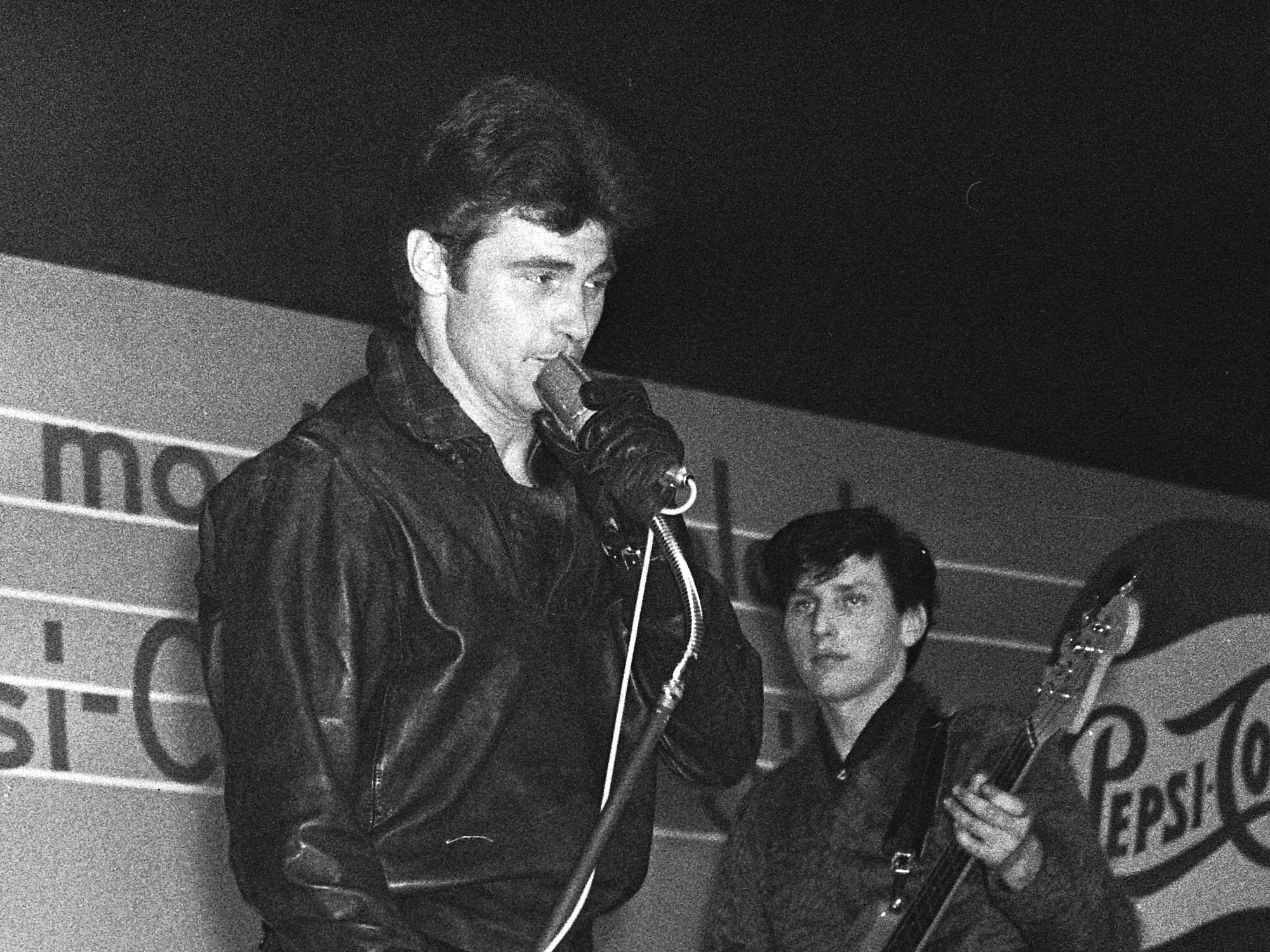
Vince Taylor 1963

Ende 1964 kehrte de Rola nach Paris zurück und spielte als Perkussionist in der Begleitband seines Freundes Vince Taylor mit. Im Frühjahr 1965 traten Vince Taylor und die Playboys im Pariser Olympia als Vorgruppe für die Rolling Stones auf. Auf diese Weise lernte de Rola die Bandmitglieder kennen und freundete sich mit dem Gitarristen Brian Jones an. Später entwickelte sich auch eine Freundschaft zu Mick Jagger und Keith Richards. Bald danach wurde er auch mit den Beatles bekannt.
Nachdem sich im Sommer 1965 Vince Taylors Band aufgrund seines Drogenmissbrauchs aufgelöst hatte, gründete de Rola eine eigene Band mit Bobbie Clarke als Schlagzeuger und Ralph Danks als Gitarrist. Nach einer Reihe von Gigs im Pariser Club Bilboquet sowie einem Auftritt im American Center wurde der Band ein Plattenvertrag angeboten, der sie als  französische Beatles vermarkten sollte. Ihre Abneigung gegen den zeitgenössischen französischen Pop war jedoch ein Hauptgrund für ihre Entscheidung, das Angebot abzulehnen. Stattdessen entschieden sich Bandmitglieder dafür, den Everly Brothers, die sie in Paris kennengelernt hatten, nach Los Angeles zu folgen.

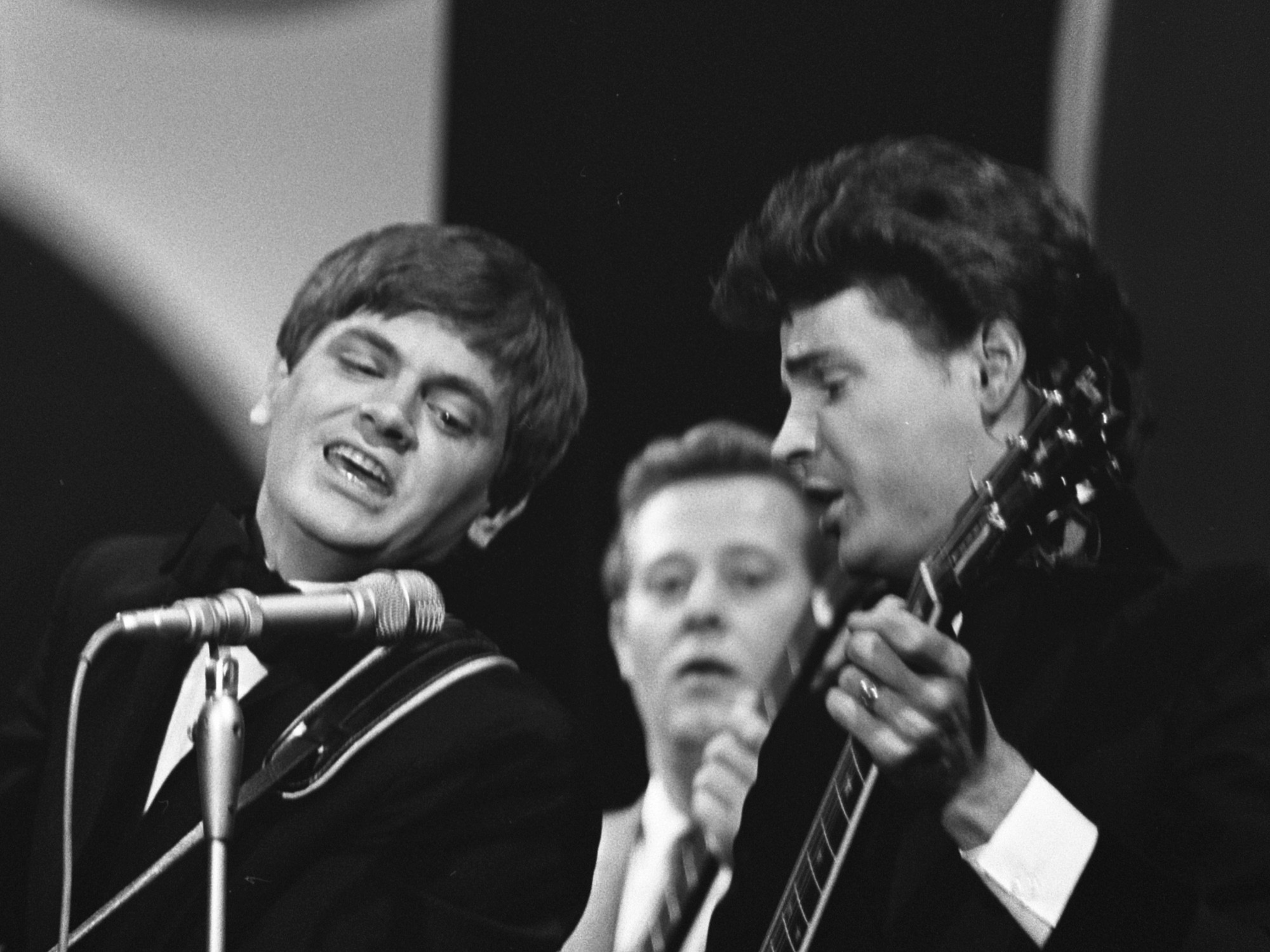
The Everly Brothers 1965

In Los Angeles kamen de Rola und die anderen Bandmitglieder mit zahlreichen Musikern zusammen und nahmen regen Anteil an der Musikszene. Sie spielten gemeinsam mit den Yardbirds, sahen ein Konzert von James Brown, waren mit Sonny und Cher in einer Fernsehsendung zu Gast und besuchten das Konzert von Bob Dylan in der Hollywood Bowl. Der Regisseur Bob Rafelson und der Produzent Bert Schneider boten de Rola eine Hauptrolle in der geplanten TV-Serie The Monkees an. Nachdem de Rola das Drehbuch gelesen hatte, lehnte er eine Beteiligung an dem später sehr erfolgreichen Format ab.
Ende 1965 verließ de Rola Los Angeles und die Band, nachdem er Schwierigkeiten mit der Arbeitserlaubnis bekommen hatte. Er zog nach Kopenhagen und nahm dort eine Solo-Single auf, die auf dem Musiklabel Sonet veröffentlicht wurde. Das Lied auf der A-Seite hieß Peace, als B-Seite wurde eine Coverversion von Bob Dylans Chimes Of Freedom aufgenommen. Die Single wurde unter dem Namen Stach de Rola veröffentlicht. Stachou ist der polnische Kosename für Stanislas und findet sich gelegentlich als Vorname von de Rola. Balthus fertigte von seinem Sohn auch ein Aquarell mit dem Titel Stachou an. De Rola nannte sich kurze Zeit später Stash, da die englische Aussprache von Stach zu hart klang.

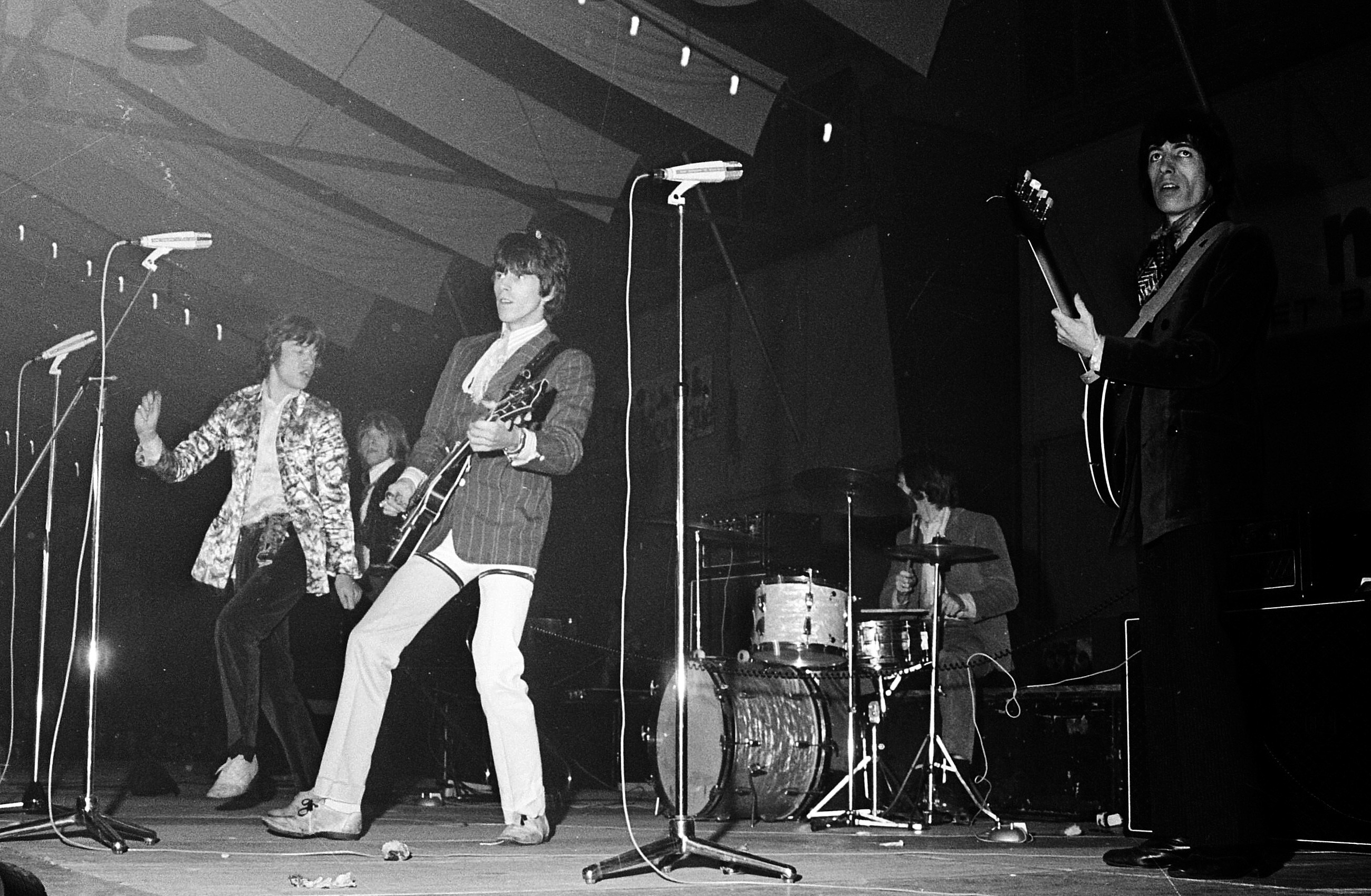
The Rolling Stones 1967

Nachdem de Rola einen Plattenvertrag des französischen Produzenten Eddie Barclay abgelehnt hatte, weil er keine Aufnahme in französischer Sprache machen wollte, kam de Rola Anfang 1966 nach London und nahm eine Coverversion von Arthur Lees A Message to Pretty auf. An der Produktion beteiligten sich Mick Jagger, John Lennon und Paul McCartney. Kurz nach der Aufnahme und Produktion des Songs verschwand das Endergebnis allerdings spurlos. Dieses Projekt festigte jedoch die Freundschaften von de Rola mit den Beatles und den Rolling Stones.
De Rola nahm an einigen Sessions der Beatles teil und lieferte anscheinend einen Beitrag zu dem 1967 veröffentlichten Lied Baby, You’re a Rich Man, das auf der B-Seite der Single All You Need Is Love war. De Rola war auch anwesend, als John Lennon die Akkordstruktur von All You Need Is Love am Klavier entwickelte. Angeblich unterstützten ihn Lennon und McCartney bei der Planung eines eigenen Musikalbums. McCartney soll auch ein Lied für de Rola komponiert haben. Mit George Harrison verband ihn die Leidenschaft für Esoterik und Mystik.
Obwohl Stash de Rola eine Randfigur in der Musikszene blieb, stand er im Zentrum der Partyszene im Swinging London. Er ging regelmäßig in die Clubs Bag O’Nails, Ad Lib oder Speakeasy, wo er sich mit Jimi Hendrix und den Mitgliedern von The Animals und The Who traf. De Rola galt als Dandy und wurde als Peacock (Pfau) bezeichnet, da er teure Vintage-Kleidung aus Samt und Seide trug, die er teilweise selbst entworfen hatte. Mit Jimi Hendrix, Mick Jagger, Keith Richards und Brian Jones tauschte er häufig Kleidung.

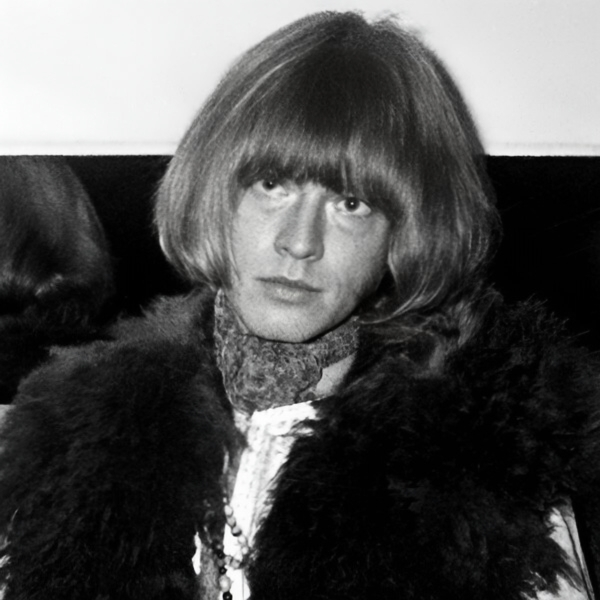
Brian Jones 1967

Am 10. Mai 1967 durchsuchte Scotland Yard die Wohnung von Brian Jones in der Courtfield Road in London und nahm ihn und den ebenfalls anwesenden Stash de Rola fest. Beide wurden wegen Drogenbesitzes vor Gericht gestellt. De Rola wurde in der Gerichtsverhandlung, die erst am 30. Oktober 1967 stattfand, freigesprochen. Brian Jones verurteilte man dagegen wegen Drogenbesitzes zu einem Jahr Gefängnis. Diese Strafe wurde in einer Berufungsverhandlung am 12. Dezember 1967 zur Bewährung ausgesetzt.
Die Anklage war ein traumatisches Erlebnis für die Beteiligten. De Rola wurde der Reisepass entzogen, er war Feindseligkeiten ausgeliefert und sein Ruf war beschädigt. Während der Gerichtsverhandlung erhielt de Rola aber auch viel Zuspruch und Unterstützung, vor allem von Paul McCartney, der ihn bei sich wohnen ließ. Brian Jones dagegen folgte dem Rat seiner Anwälte und hielt sich in dieser Zeit von den Bandmitgliedern der Rolling Stones fern, wodurch sich sein psychischer Zustand weiter verschlechterte.
Im Sommer 1967 reiste de Rola zusammen mit Jones und dessen Ex-Freundin Anita Pallenberg zu den Filmfestspielen nach Cannes, wo der Film Mord und Totschlag von Regisseur Volker Schlöndorff aufgeführt wurde. Hauptdarstellerin war Pallenberg und die Musik stammte von Jones. Ende 1967 unternahmen Stash de Rola, Syd Barrett von Pink Floyd und einige Freunde eine Reise nach Wales in die Black Mountains. Dort nahmen sie intensiv LSD, wodurch bei Syd Barrett anscheinend eine psychotische Zerrüttung ausgelöst wurde, die schließlich zu seinem Ausschluss aus der Band führte.
In den 1960er Jahren hatte Stash de Rola zahlreiche Affären und Liebesbeziehungen. Zu seinen Partnerinnen zählten Joan Blackman, Tuesday Weld, Nico, Suki Potier, Linda Eastman, Marianne Faithfull und Anita Pallenberg. Mit Romina Power, der Tochter von Tyrone Power, war er kurzzeitig verlobt und wollte mit ihr unter der Regie von John Huston einen Film in Hollywood drehen, durfte aber zu dieser Zeit das Land nicht verlassen.
Im Spätsommer 1967 veranstaltete Stash de Rola in der Villa Medici in Rom eine problematische Fotosession. Die Villa war Sitz der Académie de France à Rome, der sein Vater als Direktor vorstand. De Rola trug seine beste Dandykleidung und posierte auf den Fotos mit zwei Aktmodellen. Obwohl das Projekt nicht weiter verfolgt wurde, verkaufte der Fotograf James Baes die Fotos 1968 an das italienische Herrenmagazin Playmen. Die Fotos verursachten damals einen Skandal und verärgerten seinen Vater.
Ende der 1960er Jahre nahm de Rola wieder seine Schauspielerei auf und spielte Nebenrollen in Le dolci signore, einer romantischen Komödie von Luigi Zampa mit Ursula Andress in der Hauptrolle, und Saturation 70, einem psychedelischen Science-Fiction von Gram Parsons, der allerdings nie fertiggestellt wurde. In diesem Film, der nahe dem Ort Joshua Tree in der Mojave-Wüste gedreht wurde, spielte auch der fünfjährige Julian Jones mit, ein Sohn des im Juli 1969 verstorbenen Brian Jones. De Rola war Brian Jones trotz dessen Drogenproblemen immer verbunden geblieben und war von dessen Tod tief getroffen worden.
In den 1970er Jahren schrieb de Rola die Dialoge für Roger Vadims Film La Jeune fille assassinée, spielte in Joe Cockers Band, war unterwegs mit Marlon Brando, unternahm zahlreiche Reisen nach Ceylon und war noch einmal in eine Festnahme wegen Drogenbesitzes verwickelt. Am 26. Juni 1973 stürmte die Polizei die Wohnung von Keith Richards am Cheyne Walk in Chelsea und nahm Richards, dessen Freundin Anita Pallenberg und Stash de Rola in Gewahrsam. Gegen Zahlung einer Kaution wurden die drei am selben Abend wieder freigelassen.

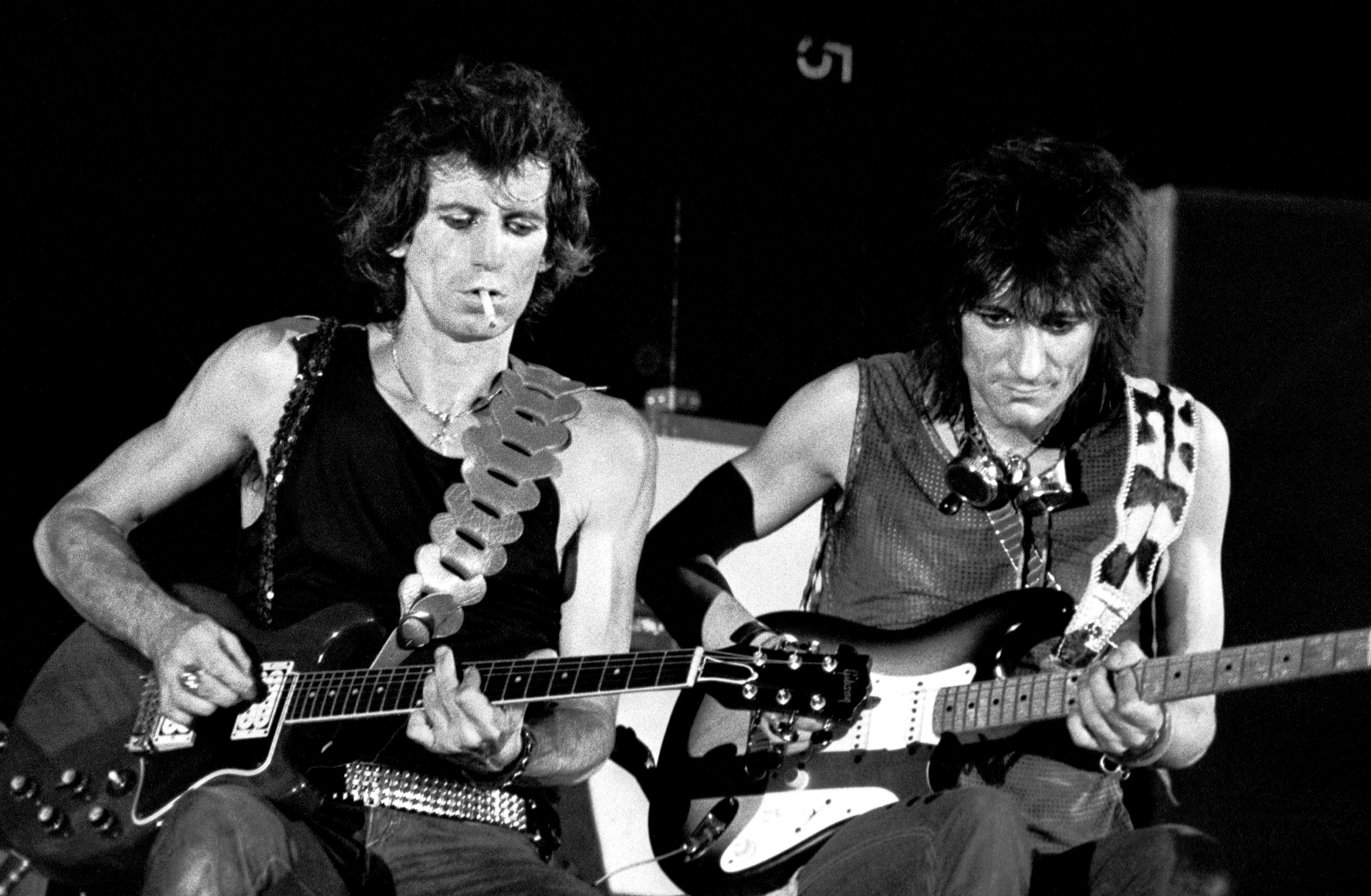
Keith Richards und Ron Wood 1982

In den 1980er Jahren gründete de Rola das Tonträgerunternehmen Thrill Records, das er später in Thrill Entertainment umbenannte. 1987 produzierte er das Album The Dirty Strangers von der gleichnamigen Band. Keith Richards und Ron Wood von den Rolling Stones spielten zu einigen Liedern Gitarre. 1992 drehte de Rola den Film Shining Blood, in dem er gleichzeitig Darsteller, Drehbuchautor, Regisseur und Produzent war. Er veröffentlichte auch zwei Bücher über Alchemie. Anfang der 2000er Jahre brachte de Rola die Liebesbriefe zwischen seinem Vater und seiner Mutter heraus, die diese sich von 1928 bis 1937 geschrieben hatten. Ein Beweggrund für die Veröffentlichung war, dem Lesenden einen Einblick zu geben, was Balthus wirklich über die Malerei und die Menschen gedacht hatte.

## Veröffentlichungen (Auswahl)
- Stanislas Klossowski de Rola: Alchemy: The Secret Art. Bounty Books, London 1974, ISBN 9780517517116.

Deutsche Übersetzung: Alchemie: Die geheime Kunst. Droemer Knaur, München 1988, ISBN 9783426041055.
- Stanislas Klossowski de Rola: Balthus – Gemälde. Schirmer/Mosel Verlag, München 1987, ISBN 9783888141744.
- Stanislas Klossowski de Rola: Balthus. Thames & Hudson, London 1996, ISBN 9780500092606.
- Stanislas Klossowski de Rola: The Golden Game: Alchemical Engravings of the Seventeenth Century. Thames & Hudson, London 1998, ISBN 9780500279816.
- Stanislas Klossowski de Rola (Hrsg.): Balthus. Correspondance Amoureuse avec Antoinette De Watteville 1928–1937. Buchet/Chastel, Paris 2001, ISBN 2283018609.

Deutsche Übersetzung: Balthus, Antoinette de Watteville: Liebesbriefe 1928–1937. Gachnang & Springer, Berlin/Bern 2005, ISBN 9783906127743.

## Filmografie (Auswahl)
- Spielfilm: Les démons de minuit (1961) – Darsteller
- Spielfilm: Le dolci signore (1968) – Darsteller
- Spielfilm: La jeune fille assassinée (1974) – Drehbuchautor
- Spielfilm: Shining Blood  (1992) – Darsteller, Drehbuchautor, Regisseur und Produzent
- Dokumentation: International Velvet Superstar (1994) – Darsteller
- Dokumentation: Tim Leary: The Art of Dying (2008) – Darsteller
- Dokumentation: Harumi – La beauté du printemps (2010) – Darsteller
- TV-Miniserie: Kanaga (2018) – Darsteller

## Diskografie (Auswahl)
Als Musiker

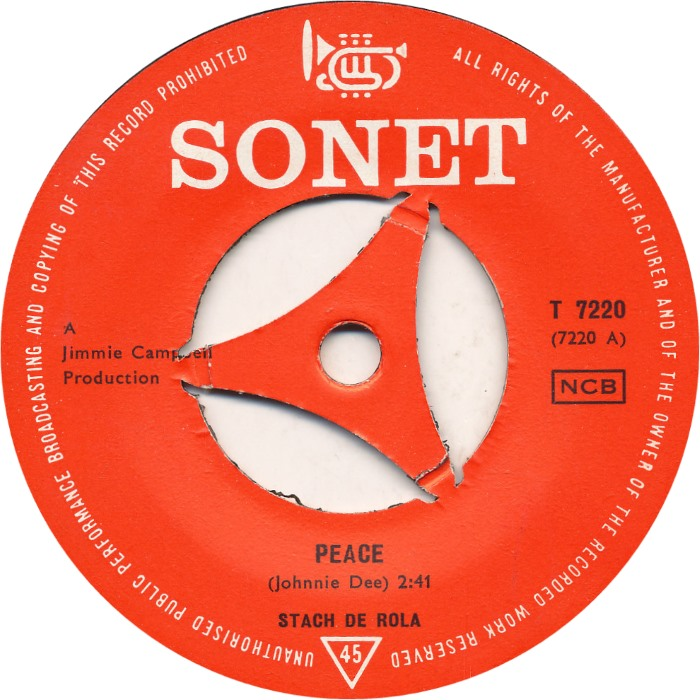
Single Peace von 1965

- 1966: Stach de Rola: Peace / Chimes of Freedom (Sonet)[4]

Als Produzent
- 1987: The Dirty Strangers: The Dirty Strangers (Thrill Records)[5]